# Xã Akeley, Quận Hubbard, Minnesota
Xã Akeley (tiếng Anh: Akeley Township) là một xã thuộc quận Hubbard, tiểu bang Minnesota, Hoa Kỳ. Năm 2010, dân số của xã này là 551 người.